# Ferdos Forudastan

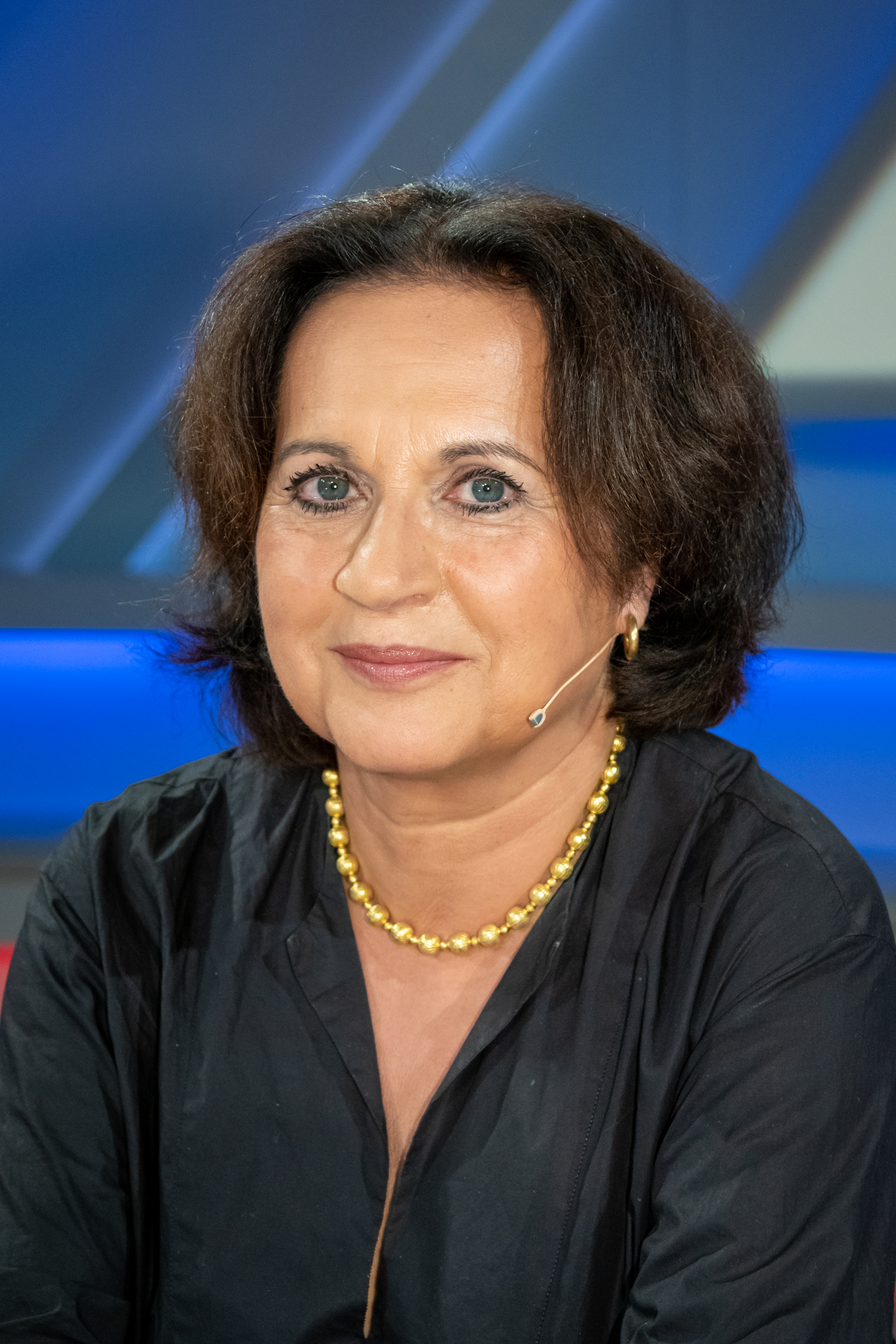
Ferdos Forudastan (2019)

Ferdos Forudastan (* 29. September 1960 in Freiburg im Breisgau) ist eine deutsche Journalistin. Sie war von September 2012 bis März 2017 Sprecherin von Bundespräsident Joachim Gauck und von Januar 2018 bis Januar 2020 Leiterin des Ressorts Innenpolitik der Süddeutschen Zeitung.

## Leben
Forudastan wuchs als Tochter einer Deutschen und eines Iraners in ihrer Geburtsstadt, in St. Gallen, in Isfahan und in Teheran auf und machte das Abitur in Deutschland. Nach dem Studium der Rechts- und der Politischen Wissenschaft an der Albert-Ludwigs-Universität Freiburg arbeitete sie ab 1989 als Hauptstadtkorrespondentin der taz in Bonn und ab 1991 für die Frankfurter Rundschau in Berlin. Thematisch beschäftigte Forudastan sich damals vor allem mit der Innen- und der Rechtspolitik und mit den Unionsparteien.
Außer für ihr Heimatblatt, die Badische Zeitung, arbeitete sie von 1999 bis Mitte 2012 als freie Autorin und Moderatorin für eine Reihe weiterer Print- und elektronischer Medien. Sie moderierte die politischen WDR-Magazine Piazza im Funkhaus Europa, Themen des Tages, Politikum und die Sendung Information und Musik im Deutschlandfunk. Forudastan verfasste Kommentare und Features für den öffentlich-rechtlichen Hörfunk und drehte einige Filme für die ARD. Zudem schrieb sie als Co-Autorin Bücher zu Migration und Integration und arbeitete für die Akademie für Publizistik in Hamburg, die Technische Universität Dortmund und den WDR als Dozentin in der Journalisten-Ausbildung.
Forudastan war häufig Gast im Presseclub, Fellow im Rahmen des „journalist in residence“-Programms des Max-Planck-Instituts für Gesellschaftsforschung in Köln und des Wissenschaftszentrum Berlin für Sozialforschung, langjähriges Mitglied der Jury des Civis – Europas Medienpreis für Integration und Mentorin für junge Journalisten aus Zuwandererfamilien.
Für ihre journalistische Arbeit hat sie den Theodor-Wolff-Preis (1989) des Bundesverbandes Deutscher Zeitungsverleger, den Medienpreis des Deutschen Anwaltvereins (1995) und den Siebenpfeiffer-Preis (1999) erhalten.
Von September 2012 bis März 2017 war Forudastan Leiterin der Stabsstelle Presse- und Öffentlichkeitsarbeit im Bundespräsidialamt und Sprecherin von Bundespräsident Joachim Gauck.
Am 1. Januar 2018 übernahm Forudastan bei der Süddeutschen Zeitung die Leitung des Ressorts Innenpolitik von Heribert Prantl. Prantl soll sie persönlich vorgeschlagen haben. Zum 1. Februar 2020 wechselte sie zur Civis Medienstiftung und übernahm dort am 1. April 2020 den Geschäftsführerposten von Michael Radix.
Forudastan ist mit Michael Vesper verheiratet. Gemeinsam haben sie drei Kinder und leben in Köln.

## Schriften
- mit Vito Avantario, Mely Kiyak: Zweiheimisch – Bikulturell leben in Deutschland. edition Körber-Stiftung, Hamburg 2006, ISBN 3-89684-063-0.
- mit Vito Avantario: „Aufgeben ist nicht mein Weg“ – Bildungswelten in der Einwanderungsgesellschaft. Bertelsmann Stiftung, Gütersloh 2008, ISBN 978-3-89204-982-1.
- Wir sind nicht alle Fatma. in: Hilal Sezgin (Hrsg.): Manifest der Vielen – Deutschland erfindet sich neu. Blumenbar Verlag, Berlin 2011, ISBN 978-3-936738-74-2, S. 143–152.